# 遠藤舞
遠藤 舞（1988年7月31日—）是日本東京都出身的偶像及藝能人，她是日本偶像團體美女甜甜圈（IDOLING!!!）的前成員及前隊長。目前她是隸屬於Box Corporation。

## 經歷
在被透過IDOLING!!!面試之前兩個星期，她是一個普通高中學生計劃進入美容學校。2006年11月，她的IDOLING!!!面試合格而進組成為3號成員。2009年3月，前隊長加藤沙耶香畢業之後，遠藤舞擔任成為該團體的下一位隊長。2011年5月，她在電影《小貓的奇檬子》（コネコノキモチ）裡面演出主角及唱出主題曲。  該主題曲名稱是「空之木」（空の木）。
她的IDOLING!!!前成員編號是3，以及她的代表花種是椿。她與友好成員外岡好梨花、長野瀨里菜、伊藤祐奈及石田佳蓮一起是隸屬於同一間藝人事務所。
經過7年半在團體活動之後，她於2014年2月14日在東京御台場Zepp DiverCity Tokyo發表了將從IDOLING!!!畢業的消息。畢業後，正式開始了她的個人活動。

## 音樂作品

### 單曲
- Today is The Day（2013年7月31日、binyl records）
- MUJINA（2014年5月14日、binyl records）
- Baby Love（2014年8月6日、binyl records）

## 主要演出

### 電影
- 口裂け女0ビギニング（2008年12月6日公開）
- 馬屁世家 THE MOVIE（2009年11月21日公開）
- Re:Play-Girls 幻影學園（2010年9月25日公開）
- コネコノキモチ（2011年5月14日公開） - 主演・櫻井遙[2]

### 電視劇
- 鐵道少女（2008年－2009年）
- しぇいけんBABY! -Shakespeare Syndrome-（2010年、富士電視台）
- 黑豹2 人中之龍 阿修羅篇（第4話）（2011年、TBS／每日放送） - 酒店小姐 舞

### 電視節目
- IDOLING!!!（2006年10月至今、富士電視台）[5]
- BOX TV（2010年9月－2011年7月、Enta!371・Pigoo HD） - MC
- アイ活!!（2011年12月至今、Music Japan TV） - MC

### 映像
- まいぷる（2007年10月26日、彩文館出版）
- FANTASY（2008年8月20日、E-Net Frontier）
- まいぷるモード（2009年2月18日、角川娛樂）
- 風の谷のまいぷる（2010年4月7日、波麗佳音）

### 電視廣告
- Ryu ga Gotoku of the End（2010年、富士電視台CS）

### 配音作品
- 絕命終結站4（2009年10月17日）
- 玩偶特工（2010年8月4日）
- 太空高達V（2010年12月）

### 表演作品
- 遠藤舞 Solo Live 「舞」（2012年5月20日、Billboard Live TOKYO）

### 網上節目
- 西川貴教のイエノミ!!（2012年4月12日－12月20日、NICONICO動畫頻道）與T.M.Revolution參演

## 書物

### 寫真集
- MAIPURU（2007年10月25日、彩文館出版、攝影：中山雅文）ISBN 978-4775602539
- Mai Birthday（2008年7月30日、スコラマガジン、攝影：唐木貴央）ISBN 978-4902307047
- PHOTORE Vol.7 遠藤舞（2012年3月30日、東京新聞通信社）ISBN 978-4863362185

## 外部連結
- 遠藤舞官方個人資料 - Box Corporation
- 遠藤舞的個人資料 - imatsubu.jp（日語）
- 遠藤舞｜binylrecords WEB SITE （页面存档备份，存于）（日語）
- 遠藤舞的Facebook專頁（日語）
- 遠藤舞的X（前Twitter）（日語）
- IDOLING!!!官方網站 - 富士電視台
- IDOLING!!!官方網站 - 波麗佳音